# 小矢部RED OX
小矢部RED OXホッケーチーム（おやべレッドオックスホッケーチーム、OYABE RED OX HOCKEY TEAM）は、富山県小矢部市を本拠地とし、ホッケー日本リーグに所属している、社会人男子フィールドホッケーチームである。

## 概要
チームは2001年に設立。元はホッケーが盛んな小矢部市内にある、高校ホッケー界の強豪石動高校OBらが1973年にクラブチームを立ち上げたのが前身で、1993年には実業団チームとして活動を開始したが2000年に休部、2001年にそれらの実業団チームの選手が中心となり新たに立ち上げられたのが現チームである。
チーム名の「RED OX」は、富山県小矢部市と石川県との県境にある倶利伽羅峠での源平合戦倶利伽羅峠の戦いで、「火牛の計」といわれる、源氏軍が牛の角に松明を付けて平家軍を奇襲したとされる戦いで、勝利したとされることから名付けられた。

## 主な戦績
- 全日本ホッケー選手権大会 - 準優勝 3回、3位 1回
- 全日本社会人ホッケー選手権大会 - 優勝 3回、準優勝 1回、3位 1回
- 国民体育大会ホッケー競技 - 準優勝 1回、3位 3回
- 2004年 高円宮牌ホッケー日本リーグ 6位
- 2005年 高円宮牌ホッケー日本リーグ 6位
- 2009年 高円宮牌ホッケー日本リーグ 2位
- 2010年 高円宮牌ホッケー日本リーグ 8位
- 2011年 高円宮牌ホッケー日本リーグ 4位
- 2012年 高円宮牌ホッケー日本リーグ 9位
- 2013年 高円宮牌ホッケー日本リーグ 10位
- 2014年 高円宮牌ホッケー日本リーグ 5位
- 2015年 高円宮牌ホッケー日本リーグ 8位
- 2016年 高円宮牌ホッケー日本リーグ H2リーグ 2位（H1リーグへ昇格）
- 2017年 高円宮牌ホッケー日本リーグ H1リーグ 5位（入替戦敗戦 H2リーグへ降格）
- 2018年 高円宮牌ホッケー日本リーグ H2リーグ 2位（入替戦敗戦 H2リーグ残留）
- 2019年 高円宮牌ホッケー日本リーグ H2リーグ 3位